# خوسيه غرانادوس
خوسيه غرانادوس (بالإنجليزية: José Granados)‏ هو متحدث ‏ أمريكي، ولد في 1 فبراير 1946.